# Rủi ro đạo đức
Rủi ro đạo đức (tiếng Anh: moral hazard) là một thuật ngữ kinh tế học và tài chính được sử dụng để chỉ một loại rủi ro phát sinh khi đạo đức của chủ thể kinh tế bị suy thoái. Rủi ro đạo đức là một kiểu thất bại thị trường nảy sinh trong môi trường thông tin phi đối xứng.

## Từ nguyên
Theo Dembe và Boden (2000) thì thuật ngữ moral hazard được các nhà cung cấp dịch vụ bảo hiểm Anh quốc đặt ra từ thế kỷ 17. Vào thập niên 1960, các nhà kinh tế học Hoa Kỳ bắt đầu sử dụng thường xuyên thuật ngữ moral hazard để chỉ tình trạng kém hiệu suất nảy sinh từ loại rủi ro như trên. Sau này, thuật ngữ moral hazard được sử dụng trong bối cảnh nhấn mạnh các yêu tố tâm lý hơn. Ở nhiều nước, người ta chấp nhận cách gọi tên thuật ngữ bằng tên gốc tiếng Anh, hoặc phiên âm tên tiếng Anh này sang tiếng nước mình (như người Nhật phiên âm thành "moraru hazādo"). Ở Việt Nam, moral hazard được dịch thành nhiều tên gọi như "rủi ro đạo đức", "nguy cơ đạo đức", "hiểm nguy đạo đức", "mối nguy đạo đức", "suy thoái đạo đức", "tâm lý ý lại", "tính ỷ lại", "ỷ thế làm liều", "chơi lận", hoặc có khi giữ nguyên "moral hazard".

## Khái quát
Rủi ro đạo đức nảy sinh khi bên có ưu thế thông tin hiểu được tình thế thông tin phi đối xứng giữa các bên giao dịch và tự nhiên hình thành động cơ hành động theo hướng làm lợi cho bản thân bất kể hành động đó có thể làm hại cho bên kém ưu thế thông tin. Hành vi tha hóa theo hướng như thế của bên có ưu thế thông tin được bên kém ưu thế thông tin cho là không đứng đắn, là một thứ nguy hiểm, rủi ro cho mình.
Một dạng đặc biệt của hiện tượng rủi ro đạo đức là vấn đề đại lý. Bên ủy thác là bên kém ưu thế thông tin, còn bên được ủy thác (đại lý) là bên có ưu thế thông tin. Bên ủy thác không giám sát được đầy đủ hành vi của bên nhận ủy thác, và bên nhận ủy thác hiểu được điều này. Tình trạng này khiến cho bên được ủy thác tự nhiên nảy sinh động cơ hành động theo hướng mà bên ủy thác cho là không phù hợp.

## Các ví dụ
Rủi ro đạo đức được các nhà kinh tế học nhìn thấy trong rất nhiều tình huống.
Thiếu giám sát tài chính (cả từ phía chính phủ lẫn từ phía cổ đông) có thể làm nảy sinh rủi ro đạo đức ở các ngân hàng, đó là việc họ cho vay mạo hiểm quá mức. Niềm tin rằng chính phủ vì lợi ích của người gửi tiền sẽ cứu các ngân hàng khỏi bị đổ vỡ có thể làm nảy sinh rủi ro đạo đức ở các ngân hàng. Bản thân các ngân hàng lại có thể gặp phải những rủi ro đạo đức ở người đi vay khi ngân hàng không giám sát được đầy đủ người đi vay kích thích người này dùng khoản vay một cách mạo hiểm quá mức.
Thiếu thông tin dẫn tới giám sát không đầy đủ của chính phủ có thể dẫn tới các rủi ro đạo đức ở chủ thể kinh tế được chính phủ ủy thác thực hiện các nhiệm vụ chi ngân sách, đó là việc các chủ thể này sử dụng lãng phí ngân sách.
Thiếu thông tin dẫn tới giám sát không đầy đủ của bên cung cấp dịch vụ bảo hiểm có thể dẫn tới rủi ro đạo đức ở bên được bảo hiểm, đó là việc họ thay đổi hành vi của mình khác đi so với hành vi mà bên cung cấp dịch vụ bảo hiểm nhận thức được khi ký hợp đồng bảo hiểm. Chẳng hạn, trở nên thiếu ý thức giữ gìn sức khỏe khi có bảo hiểm y tế, hay cố ý phá hoại xe ô tô để được nhận bảo hiểm ô tô, hay tự làm cháy nhà để được nhận bảo hiểm hỏa hoạn, hay thậm chí giết người thân để được nhận bảo hiểm nhân thọ.

## Biện pháp phòng ngừa rủi ro đạo đức
Có hai loại biện pháp hay được áp dụng nhất.
Một loại là những cam kết trừng phạt các rủi ro đạo đức được mà bên kém ưu thế thông tin đưa vào các hợp đồng giữa các bên giao dịch. Bên kém ưu thế thông tin hy vọng bên có ưu thế thông tin sẽ cân nhắc nguy cơ bị trừng phạt để rồi thấy lợi ích của việc mình thay đổi hành vi không bằng cái giá phải bỏ ra, từ đó không nảy sinh động cơ thay đổi hành vi nữa.
Một loại biện pháp nữa là tăng cường thu thập thông tin, tăng cường giám sát từ đó khắc phục tình trạng thông tin phi đối xứng.